# Waitangi brevirostris
Waitangi brevirostris är en kräftdjursart som beskrevs av Fincham 1977. Waitangi brevirostris ingår i släktet Waitangi och familjen Phoxocephalidae. Inga underarter finns listade i Catalogue of Life.